# City on Fire (1979)
City on Fire is een Canadese/Amerikaanse rampenfilm uit 1979. De film werd geregisseerd door Alvin Rakoff.

## Verhaal
De plot van de film draait om een verbitterde sergeant die brand sticht in een olieraffinaderij. Hiermee veroorzaakt hij een vuurzee die een hele stad bedreigt. Sommige stukken van de film zijn duidelijk gebaseerd op de beruchte Texas City-ramp uit 1947.

## Rolverdeling
| Acteur           | Personage                   |
| ---------------- | --------------------------- |
| Barry Newman     | Dr. Frank Whitman           |
| Susan Clark      | Diana Brockhurst-Lautrec    |
| Shelley Winters  | Zuster Andrea Harper        |
| Leslie Nielsen   | Burgemeester William Dudley |
| James Franciscus | Jimbo                       |
| Ava Gardner      | Maggie Grayson              |
| Henry Fonda      | Chief Albert Risley         |
| Jonathan Welsh   | Herman Stover               |
| Richard Donat    | Kapt. Harrison Risley       |
| Mavor Moore      | John O’Brien                |

## Achtergrond
De film werd deels gefinancierd door Telefilm Canada, en gefilmd met een relatief beperkt budget. Bij enkele van de scènes werd daarom oud beeldmateriaal uit eerdere films gebruikt.
De film was uiteindelijk een mislukking voor de makers. Hij was maar kort te zien in de bioscopen, en bracht niet veel op. In 1989 werd de film zelfs belachelijk gemaakt in de televisieserie Mystery Science Theater 3000. Sindsdien draagt de film officieel de titel van B-film.